# Ace Combat Xi: Skies of Incursion
Ace Combat Xi: Skies of Incursion est un jeu vidéo de simulation de vol de combat développé par Project Aces et édité par Namco Bandai, sorti en 2009  sur iOS.

## Accueil
- Pocket Gamer : 6/10[1]